# Austria en los Juegos Paralímpicos de Pyeongchang 2018
Austria estuvo representada en los Juegos Paralímpicos de Pyeongchang 2018 por trece deportistas, diez hombres y tres mujeres.

## Medallistas
El equipo paralímpico austríaco obtuvo las siguientes medallas:
| Nombre            | Deporte        | Evento                              |
| ----------------- | -------------- | ----------------------------------- |
| Oro               |                |                                     |
| —                 |                |                                     |
| Plata             |                |                                     |
| Claudia Lösch     | Esquí alpino   | Supergigante sentado femenino       |
| Patrick Mayrhofer | Snowboard      | Eslalon SB-UL masculino             |
| Bronce            |                |                                     |
| Heike Eder        | Esquí alpino   | Eslalon sentado femenino            |
| Claudia Lösch     | Esquí alpino   | Eslalon gigante sentado femenino    |
| Markus Salcher    | Esquí alpino   | Descenso de pie masculino           |
| Markus Salcher    | Esquí alpino   | Supergigante de pie masculino       |
| Carina Edlinger   | Esquí de fondo | 7,5 km discapacidad visual femenino |